# Francesco Salghetti-Drioli
Francesco (Franjo) Salghetti-Drioli (Zadar, 19. ožujka 1811. – Zadar, 15. srpnja 1877.), hrvatski slikar.
Studirao je na akademijama u Rimu i Veneciji, a od 1843. djelovao je u Zadru. Slikao je u duhu talijanskog akademizma alegorijske, biblijske i povijesne kompozicije te portrete. Autor je crteža dalmatinskih nošnji i žanr-prizora iz seljačkoga života. Podrijetlom je iz zadarske obitelji proizvođača maraskina.
Drioli je imao ljetnikovac u Preku na otoku Ugljanu te je često posjećivao i utvrdu sv. Mihovila. U njegovim oporučno ostavljenim crtežima nalaze se i crteži kaštela, srednjovjekovnog samostana i ranogotičke crkve.

## Izbor iz djela
- Pričest sv. Benedikta, ulje na platnu, 248 x 159 cm, 1834.
- Mojsije pred faraonom, ulje na platnu, 220 x 340 cm, 1840.
- Kristofor Kolumbo u lancima, ulje na platnu, 73 x 98 cm, 1850.
- Sloga južnoslavenskih vladara, ulje na platnu, 473 x 405 cm, 1870.